# Rattlesnake Lake
Der Rattlesnake Lake ist ein See im King County im US-Bundesstaat Washington; er liegt in der Rattlesnake Ridge, einem Gebirgsstock in der Nähe von North Bend, etwa 48 Kilometer östlich von Seattle.

## Geschichte

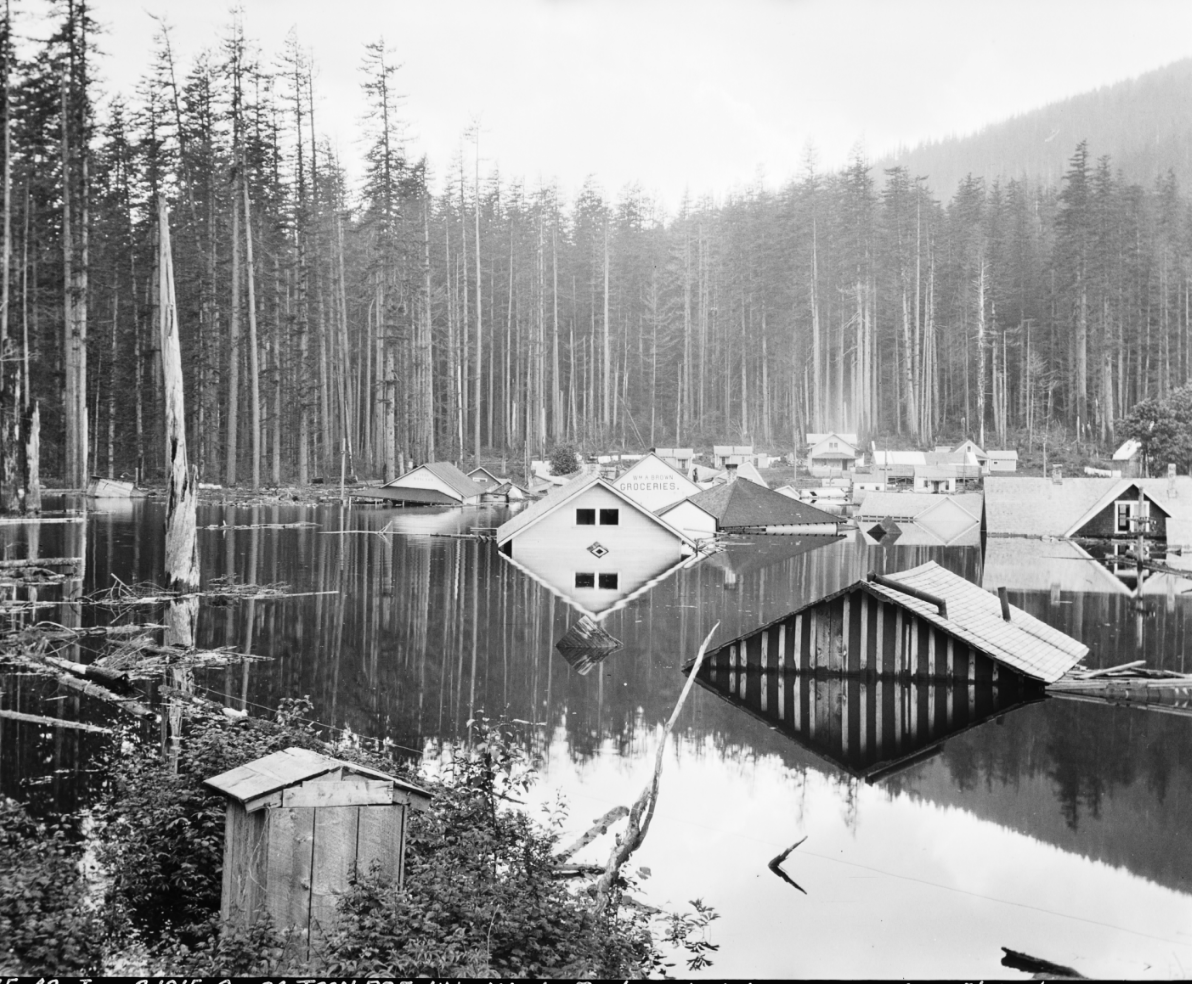
Steigendes Hochwasser, 1915

Die Kleinstadt Moncton existierte von 1906 bis 1915 am Nordufer des Rattlesnake Lake. Im Frühjahr 1915 wurde sie von einem Hochwasser zerstört, das durch Sickerwasser aus dem neugeschaffenen Chester Morse Lake ausgelöst wurde; die Stadt wurde später für unbewohnbar erklärt und abgerissen. Es blieben kaum Spuren davon zurück.

## Management
Der Rattlesnake Lake ist Teil des Rattlesnake Lake Recreation Area, das den Seattle Public Utilities (in Deutschland etwa Stadtwerken vergleichbar) gehört und von ihnen als nicht wirtschaftlich entwickelbares Puffergebiet zu den städtischen Wasserschutzgebieten betrieben wird. Das Gebiet liefert etwa 65 % des ungefilterten Trinkwassers der Region Seattle für fast 800.000 Menschen. Der Rattlesnake Lake selbst jedoch wird nicht zur Trinkwassergewinnung genutzt und im Frühjahr durch den nahegelegenen Cedar River gespeist.

## Attraktionen

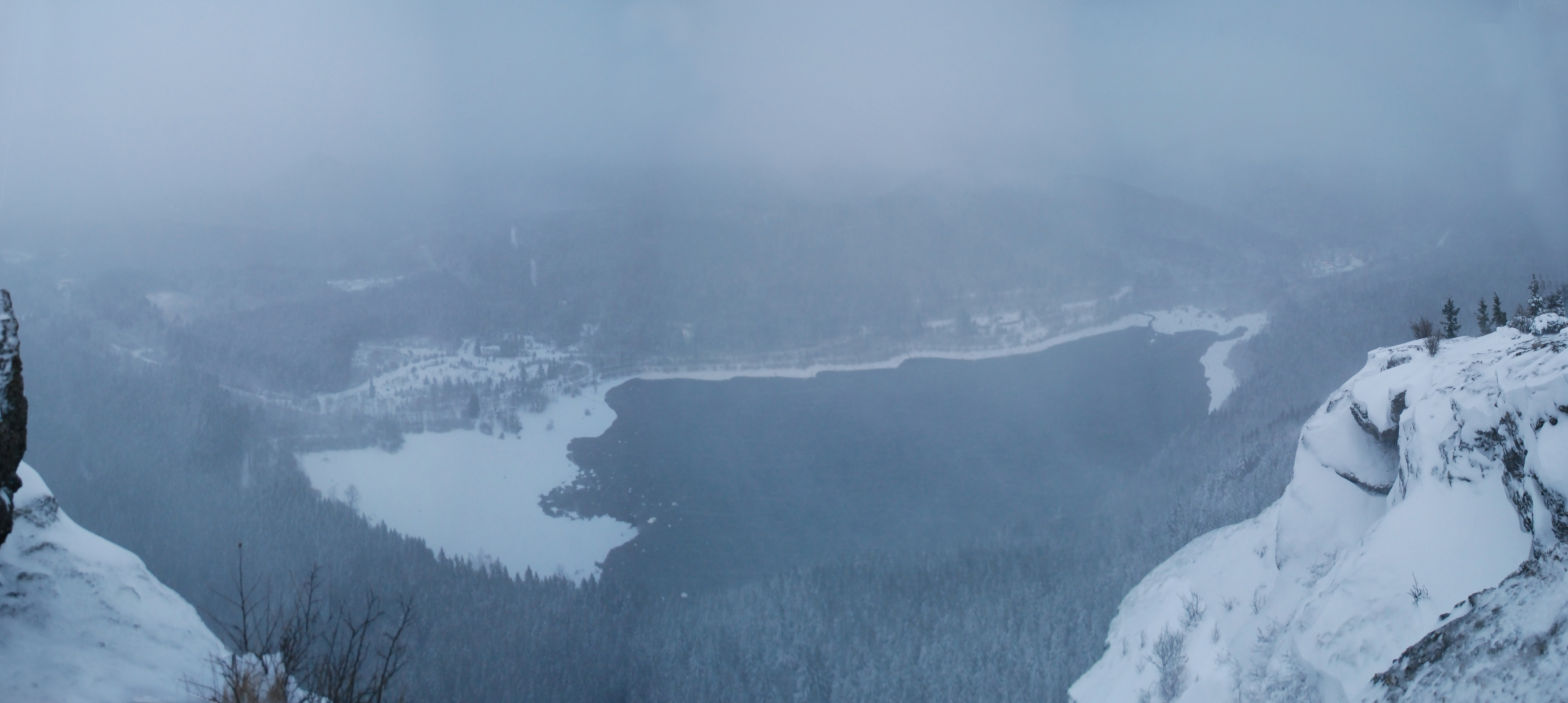
Winter-Ansicht des Rattlesnake Lake von der Rattlesnake Ledge

Der Rattlesnake Lake zieht im Sommer viele Menschen an. Der Rattlesnake Ledge Hiking Trail steigt über zwei Meilen (3,2 km) um mehr als 350 m (1.160 ft) in gut unterhaltenen Serpentinen vom Nordufer des Sees zum landschaftlich reizvollen Aussichtspunkt in der Rattlesnake Ledge an, von wo aus man den See überblicken kann.
Angeln ist gleichfalls beliebt, da der See eines von zwei Gewässern in der Region North Puget Sound ist, das ausschließlich dem Fangen-und-Freilassen-Angeln dient.
Im See gibt es viele Baumstümpfe, die bei Niedrigwasser hervortreten. Diese Stümpfe werden oft von Brutvögeln zum Nisten benutzt.
Die ausgedehnten grasbewachsenen Ufer um den See werden für verschiedene Outdoor-Aktivitäten genutzt, u. a. von Slacklinern und zum Picknicken.